# پیروز حناچی
پیروز حناچی (زادهٔ ۲۱ خرداد ۱۳۴۲ تهران) سیاست‌مدار اصلاح طلب، مدرس دانشگاه و مدیر اجرایی ایرانی و شهردار پیشین تهران است. وی پیش‌تر از ۱۳۹۶ تا ۱۳۹۷ معاون فنی و عمرانی شهرداری تهران و از خرداد تا آبان ۱۳۹۷ نیز معاون شهرسازی و معماری شهرداری تهران بود.
حناچی دانش‌آموخته دکتری معماری از دانشگاه تهران است. وی در طول جنگ ایران و عراق از اعضای سپاه پاسداران انقلاب اسلامی بود. او در فاصله سالهای ۱۳۷۲ تا ۱۳۷۴ بعنوان قائم‌مقام رئیس دانشکده هنرهای زیبا فعالیت می‌کرد و از ۱۳۷۸ تا ۱۳۷۹ معاونت دانشجویی و فرهنگی دانشگاه تهران را برعهده داشت. حناچی در فاصله سالهای ۱۳۸۰ تا ۱۳۸۴ معاون شهرسازی و معماری وزیر مسکن و شهرسازی بود و از ۱۳۹۲ تا ۱۳۹۶ نیز به عنوان معاون شهرسازی و معماری وزیر راه و شهرسازی فعالیت می‌کرد.

## زندگی
پیروز حناچی در سال ۱۳۴۳ در تهران زاده شد. او دانش‌آموخته نخستین دوره دبیرستان مفید در تهران است که زیر نظر مؤسسه خیریه مکتب امیرالمؤمنین در قم که عبدالکریم موسوی اردبیلی، از مراجع عظام‌تقلید، بنیان نهاده است، کار می‌کند. او در سال ۱۳۷۱ در مقطع کارشناسی ارشد پیوسته از دانشکدهٔ هنرهای زیبای دانشگاه تهران فارغ‌التحصیل شد و در سال ۱۳۷۸ موفق به دریافت مدرک دکترای تخصصی معماری با گرایش مرمت شهری و باززنده‌سازی شهرهای تاریخی شد.
حناچی در دوران جنگ ایران و عراق در فاصلهٔ سالهای ۱۳۶۰ تا ۱۳۶۷ در عملیات مطلع الفجر، والفجر مقدماتی، خیبر و حضور در اجرای پل عظیم خیریه، جزیره مجنون و چندین عملیات مهندسی حضور داشت و طراحی و اجرای بیمارستانهای صحرایی بانی و مقاوم و ساختمان‌های اورژانس را بر عهده داشت.

## سوابق اجرایی
پیروز حناچی در دو عرصه دانشگاهی و دولتی سابقه فعالیت اجرایی دارد. قائم مقامی ریاست دانشکده هنرهای زیبا تهران (۱۳۷۲–۱۳۷۴)، معاونت دانشجویی و فرهنگی دانشگاه تهران (۱۳۷۸–۱۳۷۹)، سمت مشاوری رئیس دانشگاه تهران (۱۳۸۰–۱۳۸۴)، ریاست مؤسسه پژوهشی فرهنگ و هنر دانشگاه تهران و همچنین مدیریت گروه مرمت ابنیه و مطالعات معماری دانشکده معماری دانشگاه تهران از سوابق اجرایی پیروز حناچی در دانشگاه بوده است. سایر سوابق علمی و پژوهشی حناچی دربرگیرنده سردبیر و مدیر مسئول مجله تخصصی آبادی و ریاست نهاد جهانی غیردولتی فرهنگی دکومومو در ایران است.
در فعالیت‌های دولتی پیروز حناچی مشاور وزیر مسکن و شهرسازی (۱۳۸۴–۱۳۸۸)، معاونت شهرسازی و معماری و دبیر شورای عالی شهرسازی در دولت‌های سید محمد خاتمی و حسن روحانی و سابقه ریاست مرکز آموزش عالی میراث فرهنگی را بر عهده داشته است. پیروز حناچی همچنین سابقه عضویت در شورای عالی فنی سازمان میراث فرهنگی، کمیسیون زیربنایی دولت اصلاحات، شورای عالی ترافیک، عضویت در کمیسیون ماده ۵ و ریاست شورای تدوین مقررات ملی ساختمان را در پرونده خود دارد.
حناچی در تاریخ ۲۵ مهر ماه ۱۳۹۶ طی حکمی از سوی محمدعلی نجفی، شهردار وقت تهران به سمت معاون فنی و عمرانی شهرداری تهران منصوب شده بود که با انتخاب سید محمدعلی افشانی به عنوان شهردار در تاریخ ۲۲ خرداد ۱۳۹۷ به سمت معاون شهرسازی و معماری شهرداری تهران منصوب شد و ایرج معزی جایگزین وی در معاونت فنی و عمرانی شد.

### انتقادات
محسن هاشمی، رئیس شورای اسلامی تهران پیروز حناچی را «فاقد جسارت مدیریتی» خواند، عدم پیگیری پرونده‌های فساد در دوران قبلی مدیریت و اختصاص بودجه به جشنواره فجر و هیئات‌های مذهبی علی‌رغم بدهی و کسری بودجه بالا در شهرداری از جمله دیگر مواردی است که در نقد مدیریت حناچی در شهرداری تهران مطرح شده است.

## شهردار تهران
پیروز حناچی روز سه شنبه ۲۲ آبان ۱۳۹۷ از سوی شورای شهر تهران با ۱۱ رای به عنوان شهردار تهران برگزیده شد. انتخاب سومین شهردار تهران در پنجمین دوره شورای شهر در عین حال که با حاشیه‌های سیاسی بسیاری همراه بود، به دلیل شیوه برگزاری آن نیز انتقادهایی را برانگیخت. اختلاف رای وی با عباس آخوندی به عنوان دیگر نامزد تصدی پست شهرداری تهران، تنها یک رای بود. یک نماینده مجلس شیوه فعلی انتخاب شهردار تهران را «غیر دموکراتیک» خواند.
صدور حکم پیروز حناچی به عنوان شهردار تهران پس از جنجالی کم سابقه در تاریخ هفتم آذر ۱۳۹۷ از سوی وزارت کشور رسماً صادر شد. او از ۲۷ آبان ۹۷ به عنوان سرپرست شهرداری مشغول به کار بود. تأخیر در صدور حکم وی به دلیل تأخیر در تأیید صلاحیتش از وزارت اطلاعات اعلام شد. مرتضی الویری، یکی از اعضای شورای شهر تهران، گفته بود به صورت غیررسمی از سوی وزارت اطلاعات شنیده شده که «سی و چندی سال پیش یکی از برادران پیروز حناچی از کشور خارج و با مجاهدین خلق همکاری کرده است». در حالی که اخبار غیررسمی از رد صلاحیت حناچی حکایت داشتند ۲۵ نماینده مجلس به وزیر کشور دربارهٔ تعلل در اجرای حکم شهردار تهران تذکر دادند.
به گزارش خبرگزاری ایسنا علی اعطا سخنگوی شورای اسلامی شهر تهران با اشاره به شایعات مربوط به عدم تأیید حکم حناچی و حواشی پیرامون برادر او گفته بود، «این مسائل از دوره هابیل و قابیل مطرح بوده است.»

### سه‌شنبه بدون خودرو
حناچی از حامیان طرح سه‌شنبه‌های بدون خودرو بود. وی در مدت مدیریت خود بر شهرداری تهران اکثر روزهای سه شنبه را با دوچرخه تردد می‌کرد. وی در روز سه‌شنبه ۱ مهر ۱۳۹۹ به همراه سفرای کشورهای فرانسه، دانمارک، هلند و آلمان به مناسبت روز جهانی صلح و هم چنین روز جهانی بدون خودرو مسیر پارک لاله تا پارک شهر را رکاب زد و همگی به بازدید از موزه صلح تهران پرداختند.

### کاهش واگذاری تراکم و بلندمرتبه سازی بدون برنامه
در دوره مدیریت شهری حناچی، کاهش واگذاری تراکم بدون برنامه و خارج از طرح تفصیلی در این دوره از مدیریت شهری محقق شد. در این دوره در موضوع بلند مرتبه سازی کاهش ۸۸ درصدی در تعداد پروانه‌ها و مهار رشد بی‌رویه بلند مرتبه سازی و کاهش ۹۰ درصدی زیربنای پروانه‌ها صورت پذیرفت.

## تهیه‌کنندگی
پیروز حناچی در بیست و یکمین جشن سینمای ایران برندهٔ تندیس بهترین فیلم مستند بلند برای تهیه‌کنندگی فیلم «زمستان است» شد.

## دیدگاه‌ها
حناچی مخالف استفاده از خودرو شخصی است و استفاده از مترو و دوچرخه و تاکسی را ترویج می‌کند او خودش هم به ایده‌اش عمل می‌کند. او دنبال این است که فضای دوچرخه‌سواری ایمن را افزایش دهد. او معتقد است شهرداری یک سازمان فعال و پویا است.

### شهرداریمحمود احمدی‌نژاد
حناچی در مصاحبه ای با انتقاد شدید از عملکرد احمدی‌نژاد بیاد داشت: «آقای احمدی‌نژاد فرصت زیادی نداشت. تنها دو سال شهردار تهران بود. البته اگر با همان دست‌فرمان ۱۲ سال شهردار می‌ماند، شاید چیزی از تهران باقی نمی‌ماند. چون کارهایی را مبنا قرار داد و البته بعدها هم پیاده کرد که مجوز نداشت. جاهایی هزینه کرد که نه قانون و نه عرف و شرع اجازه هزینه‌کردن نمی‌داد. ریشه برج‌باغ‌ها به زمان احمدی‌نژاد برمی‌گردد و آنها اجازه دادند که چنین اتفاقی در شهر رخ دهد.»

## حواشی
در مصاحبه شرق با پیروز حناچی که توسط انصاف نیوز نیز نشر داده شد، حناچی بیان کرد که نهادهایی که نامی از آن‌ها نبرد بارها تلاش کرده‌اند وی را باپرستو‌ها به دام بیندازند.

## تاریخچه انتخاباتی
| سال  | انتخابات            | رأی | ٪ | رتبه | نتیجه | منبع   |
| ---- | ------------------- | --- | - | ---- | ----- | ------ |
| ۱۳۸۵ | شوراهای شهر و روستا | —   | — | —    | شکست  | [ ۲۹ ] |

### تألیف
- پیروز حناچی و دیگران. بررسی تطبیقی تجارب مرمت شهری در ایران و جهان با نگاه ویژه به بافت تاریخی شهر یزد. تهران: سبحان نور، سازمان میراث فرهنگی و گردشگری، پایگاه میراث فرهنگی شهر تاریخی یزد، ۱۳۸۶. شابک ‎۹۷۸-۹۶۴-۲۷۴۵-۰۲-۹
- حناچی، پیروز و محمدجواد مهدوی‌نژاد. بازآفرینی شهرها، میراثی برای آینده. تهران: دانشگاه تهران، ۱۳۸۹. شابک ‎۹۷۸-۹۶۴-۰۳-۶۰۳۰-۹
- حناچی، پیروز و علی‌اکبر کوشش‌گران. حفاظت و توسعه در بافتهای باارزش روستایی. تهران: بنیاد مسکن انقلاب اسلامی، ۱۳۹۰. شابک ‎۹۷۸-۹۶۴-۶۶۷۲-۲۱-۵
- حناچی، پیروز و محمود پورسراجیان. احیای بافت شهری تاریخی با رویکرد مشارکت. تهران: دانشگاه تهران، ۱۳۹۱. شابک ‎۹۷۸-۹۶۴-۰۳-۶۳۴۹-۲
- حناچی، پیروز، سعید محمود کلایه و محمد غلام‌نژاد. اصول و روش‌های پاکسازی بدنه‌های شهری تاریخی. تهران: دانشگاه تهران، مؤسسه انتشارات، ۱۳۹۳. شابک ‎۹۷۸-۹۶۴-۰۳-۶۵۸۲-۳
- حناچی، پیروز، سعید محمود کلایه و محمد غلام‌نژاد. تسهیل دسترسی به بناها و مناظر تاریخی برای کم‌توانان جسمی. تهران: دانشگاه تهران، ۱۳۹۳. شابک ‎۹۷۸-۹۶۴-۰۳-۶۷۱۵-۵
- حناچی، پیروز، سعید محمود کلایه و محمد غلام‌نژاد. اصول و روش‌های مستندسازی و مستندنگاری بناها و محوطه‌های تاریخی. تهران: دانشگاه تهران، ۱۳۹۴. شابک ‎۹۷۸-۹۶۴-۰۳-۶۸۰۱-۵

### ترجمه
- میراث صنعتی و هویت‌های منطقه‌ای. نویسندگان: اشتفان برگر، کریستیان ویکه، یانا گولومبک. ترجمهٔ پیروز حناچی، سیدحسین اکبری. تهران: انتشارات دانشگاه تهران، چاپ اول، ۱۴۰۱. شابک ‎۹۷۸-۹۶۴-۰۳-۰۳۶۵-۸
- براندی، چزاره. نظریه‌های مرمت. ترجمهٔ پیروز حناچی. تهران: دان‍ش‍گ‍اه تهران، ۱۳۸۷. شابک ‎۹۷۸-۹۶۴-۰۳-۵۷۱۸-۷
- رادول، دنیس. حفاظت و پایداری در شهرهای تاریخی. ترجمهٔ پیروز حناچی، یلدا شاه‌تیموری. تهران: دانشگاه تهران، ۱۳۹۳. شابک ‎۹۷۸-۹۶۴-۰۳-۶۵۵۶-۴
- ارباسلی، آیلین. حفاظت معمارانه. ترجمهٔ پیروز حناچی، مرضیه آزاد ارمکی، یلدا شاه‌تیموری. تهران: دانشگاه تهران، ۱۳۹۳. شابک ‎۹۷۸-۹۶۴-۰۳-۶۶۰۴-۲

### مقالات
- بازشناسی سیر تحول حفاظت میراث صنعتی با تأکید بر دوره پهلوی اول، دومین کنفرانس بین‌المللی معماری، عمران، کشاورزی و محیط زیست، ۱۳۹۸
- بررسی تحلیلی تلفیق سیستم اطلاعات مکانیGIS و مدلسازی اطلاعات ساختمانBIM، ششمین کنفرانس ملی پژوهشهای کاربردی در مهندسی عمران، معماری و مدیریت شهری و پنجمین نمایشگاه تخصصی انبوه سازان مسکن و ساختمان استان تهران، ۱۳۹۸
- تأثیر مراکز خدماتی - رفاهی بین راهی همه شمول (دسترس پذیر) مبتنی بر فناوری دانش بنیان درتوسعه گردشگری افراد دارای معلولیت، اولین کنفرانس بین‌المللی ودومین کنفرانس بین‌المللی به سوی شهرسازی، معماری، عمران و هنر دانش بنیان، ۱۳۹۸
- نقش مجتمع‌های خدماتی رفاهی بین راهی همه شمول ر توسعه گردشگری افراد دارای معلولیت، هفتمین کنفرانس ملی مهندسی عمران، معماری و توسعه شهری پایدار ایران، ۱۳۹۸